# Phare de Capo Sandalo
Le Phare de Capo Sandalo (en italien, Il Faro di Capo Sandalo) est un important phare italien, situé sur la côte ouest de l'île San Pietro, dans la province du Sud-Sardaigne, marquant l'angle sud-ouest de la Sardaigne.
La tour en pierre a été construite en 1864.
Ce phare constitue une aide précieuse pour la navigation maritime et aérienne.
Le plan focal, perché au sommet d'une falaise, est placé à une altitude de 134 m (440 pieds) et donne quatre éclats blancs toutes les 20 secondes visibles de 24 milles nautiques. La tour elle-même est d'une hauteur de 30 m (98 pieds) avec la lanterne et la galerie, surplombant la maison de 2 étages du gardien.
À ce jour, le phare reste une belle structure de pierre non peinte, avec un dôme gris métallique abritant la lanterne. Le phare est automatisé, et un gardien a vécu sur place jusqu'à récemment. Le phare est relié par une route asphaltée à Carloforte, la principale ville de  l'île San Pietro.

## Sources
- (en) Cet article est partiellement ou en totalité issu de l’article de Wikipédia en anglais intitulé « Capo Sandalo Lighthouse » (voir la liste des auteurs).